# Kolumbijscy arcymistrzowie szachowi
Lista kolumbijskich szachistów, posiadających tytuły arcymistrzów (GM) i arcymistrzyń (WGM), zarówno w grze klasycznej, korespondencyjnej, kompozycji szachowej, jak i w rozwiązywaniu zadań szachowych oraz tytuły arcymistrzów honorowych (HGM), przyznawanych za osiągnięcia w przeszłości. Obejmuje także zawodników, którzy barwy Kolumbii reprezentowali tylko w pewnym okresie swojego życia.

## Szachy klasyczne

### arcymistrzowie
| Zawodnicy              | Rok urodzenia | Rok śmierci | Rok nadania | Uwagi                             |
| ---------------------- | ------------- | ----------- | ----------- | --------------------------------- |
| Sérgio Barrientos      | 1986          |             | 2011        |                                   |
| Alexis Cabrera         | 1976          |             | 2004        | wcześniej Kuba, obecnie Hiszpania |
| Jaime Cuartas          | 1975          |             | 2009        |                                   |
| Neuris Delgado Ramírez | 1981          |             | 2002        | wcześniej Kuba, obecnie Paragwaj  |
| Gildardo García        | 1954          |             | 1992        |                                   |
| Alonso Zapata          | 1958          |             | 1984        |                                   |

### arcymistrzynie
| Zawodniczki | Rok urodzenia | Rok śmierci | Rok nadania | Uwagi |
| ----------- | ------------- | ----------- | ----------- | ----- |
| Nadya Ortiz | 1986          |             | 2011        |       |